# Ulrike Holmer
Ulrike Holmer (6 ottobre 1967) è un'ex tiratrice a segno tedesca.

## Palmarès

### Olimpiadi
- 1 medaglia:
  - 1 argento (Los Angeles 1984 nel fucile 50 metri tre posizioni)